# Młodzieżowe Indywidualne Mistrzostwa Szwecji na Żużlu 1985
Młodzieżowe Indywidualne Mistrzostwa Szwecji na Żużlu 1985 – cykl turniejów żużlowych, mających wyłonić najlepszych szwedzkich żużlowców w kategorii do 21 lat, w sezonie 1985. Tytuł wywalczył Mikael Blixt.

## Finał
- Norrköping, 14 września 1985

| Msc. | Zawodnik              | Klub        | Pkt |  |  |
| ---- | --------------------- | ----------- | --- |  |  |
| 1    | Mikael Blixt          | Vargarna    | 14  |  |  |
| 2    | Tony Olsson           | Bysarna     | 13  |  |  |
| 3    | Mikael Messing        | Rospiggarna | 10  |  |  |
| 4    | Conny Ivarsson        | Njudungarna | 9   |  |  |
| 5    | Claes Ivarsson        | Njudungarna | 9   |  |  |
| 6    | Roland Dannö          | Indianerna  | 9   |  |  |
| 7    | Lars Andersson        | Gamarna     | 7   |  |  |
| 8    | Hans Wahlström        | Vargarna    | 7   |  |  |
| 9    | Ulf Helander          | Vargarna    | 7   |  |  |
| 10   | Dennis Löfqvist       | Bysarna     | 7   |  |  |
| 11   | Tony Gudbrand         | Ornarna     | 6   |  |  |
| 12   | Niklas Karlsson       | Ornarna     | 6   |  |  |
| 13   | Christer Rohlén       | Indianerna  | 4   |  |  |
| 14   | Tommy Lindgren        | Indianerna  | 4   |  |  |
| 15   | Ove Österberg         | Indianerna  | 4   |  |  |
| 16   | rez. Mikael Teurnberg | Rospiggarna | 2   |  |  |
| 17   | Johan Staff           | Piraterna   | 1   |  |  |